# Tschechische Badmintonmeisterschaft 2019
Die Tschechische Badmintonmeisterschaft 2019 fand vom 1. bis zum 3. Februar 2019 in Pilsen statt.

## Medaillengewinner
| Disziplin    | Gold                             | Silber                            | Bronze                                |
| ------------ | -------------------------------- | --------------------------------- | ------------------------------------- |
| Herreneinzel | Adam Mendrek                     | Jan Fröhlich                      | Milan Ludík                           |
| Herreneinzel | Adam Mendrek                     | Jan Fröhlich                      | Jan Louda                             |
| Dameneinzel  | Tereza Švábíková                 | Zuzana Pavelková                  | Sabina Milová                         |
| Dameneinzel  | Tereza Švábíková                 | Zuzana Pavelková                  | Veronika Dobiášová                    |
| Herrendoppel | Jaromír Janáček Tomáš Švejda     | Jakub Bitman Matěj Hubáček        | Petr Hošek Petr Jelínek               |
| Herrendoppel | Jaromír Janáček Tomáš Švejda     | Jakub Bitman Matěj Hubáček        | Jan Janoštík Vojtěch Šelong           |
| Damendoppel  | Alžběta Bášová Michaela Fuchsová | Magdaléna Lajdová Denisa Šikalová | Berta Ausbergerová Michaela Zelinková |
| Damendoppel  | Alžběta Bášová Michaela Fuchsová | Magdaléna Lajdová Denisa Šikalová | Eliška Maixnerová Hana Milisová       |
| Mixed        | Jakub Bitman Alžběta Bášová      | Pavel Drančák Magdaléna Lajdová   | Jaromír Janáček Sabina Milová         |
| Mixed        | Jakub Bitman Alžběta Bášová      | Pavel Drančák Magdaléna Lajdová   | Petr Jelínek Dominika Kurzová         |